# ریوجی هیروتا
ریوجی هیروتا (انگلیسی: Ryuji Hirota؛ زادهٔ ۱۶ ژوئیهٔ ۱۹۹۳) بازیکن فوتبال اهل ژاپن است.